# Nguyễn Hòa Hiệp
Nguyễn Hòa Hiệp (sinh ngày 20 tháng 7 năm 1955) là thẩm phán người Việt Nam. Ông từng giữ chức vụ Chánh án Tòa án nhân dân tỉnh Tây Ninh (2006-2015). Ông là đảng viên Đảng Cộng sản Việt Nam.

## Tiểu sử
Nguyễn Hòa Hiệp sinh ngày 20 tháng 7 năm 1955, người dân tộc Kinh, quê quán tại xã Hiệp Thạnh, huyện Gò Dầu, tỉnh Tây Ninh.
Ông có bằng Cử nhân Luật.
Ông là đảng viên Đảng Cộng sản Việt Nam.
Nguyễn Hòa Hiệp từng tham gia hoạt động cách mạng trước năm 1975.
Sau đó ông công tác tại Tòa án nhân dân tỉnh Tây Ninh hơn 34 năm (cho đến năm 2015).
Tại Tòa án nhân dân tỉnh Tây Ninh ông từng giữ các chức vụ Thẩm phán, Phó Chánh tòa, Chánh tòa Tòa Hình sự, Phó Chánh án, Chánh án TAND tỉnh Tây Ninh.
Ông giữ chức Chánh án Tòa án nhân dân tỉnh Tây Ninh trong 9 năm.
Ngày 23 tháng 11 năm 2010, Nguyễn Hòa Hiệp được Chánh án Tòa án nhân dân tối cao Việt Nam bổ nhiệm lại giữ chức vụ Chánh án Toà án nhân dân tỉnh Tây Ninh nhiệm kì 5 năm từ 23/11/2010 (Quyết định số2559 / QĐ- TCCB).
Năm 2015, ông thôi chức Chánh án Toà án nhân dân tỉnh Tây Ninh, kế nhiệm ông là Bùi Đức Xuân, Phó Chánh án Toà án nhân dân tỉnh Tây Ninh.

## Phong tặng
- Bằng khen, giấy khen của Chánh án Tòa án nhân dân tối cao Việt Nam[3]
- Bằng khen, giấy khen của Ủy ban nhân dân tỉnh Tây Ninh[3]
- Huy chương vì sự nghiệp Tư pháp[3]
- Kỷ niệm chương vì sự nghiệp Tòa án[3]
- Chiến sĩ Thi đua cơ sở
- Huân chương Lao động hạng Nhì (Quyết định số 527/QĐ-CTN ngày 23/3/2016 của Chủ tịch nước)[2]